# Кукушки етнографски музей
Кукушкият етнографски музей (на гръцки: Λαογραφικό Μουσείο Κιλκίς) е музей в южномакедонския град Кукуш (Килкис), Гърция.

## История
Музеят е основан по инициатива на Христос Кецедзис, който събира много артефакти от традиционната култура. Сбирката му дълги години е изложена в стара сграда на хълма Свети Георги, срещу театъра. През 1998 година дем Кукуш откупува колекцията, за да създаде фолклорен музей. Музеят отваря врати на 16 февруари 2010 година, като в него освен сбирката на Кецедзис са изложени и артефакти, дарени от други лица, като библиотеката на професора в Солунския университет Панайотис Мулас.

## Описание
Музеят е разположен в неокласическа сграда от края на XIX век, построена от българската община за начално училище в града. Сградата пострадва силно през Междусъюзническата война през юни 1913 година, когато в Битката при Кукуш целият град е опожарен от гръцката армия. В 1923 година сградата е възстановена и отново се използва като училище – девическа гимназия до 1980 година. Тя е една от малкото запазени неокласически сгради в града. Колекцията на музея е разпределена в пет отделни категории, настанени в отделни стаи: музикални инструменти, звук, технологии; църковни предмети, образование, фотографски материал; занаяти, военни артефакти; домашен бит, тъкане; монети, печатни произведения.